# Antibolschewistische Liga

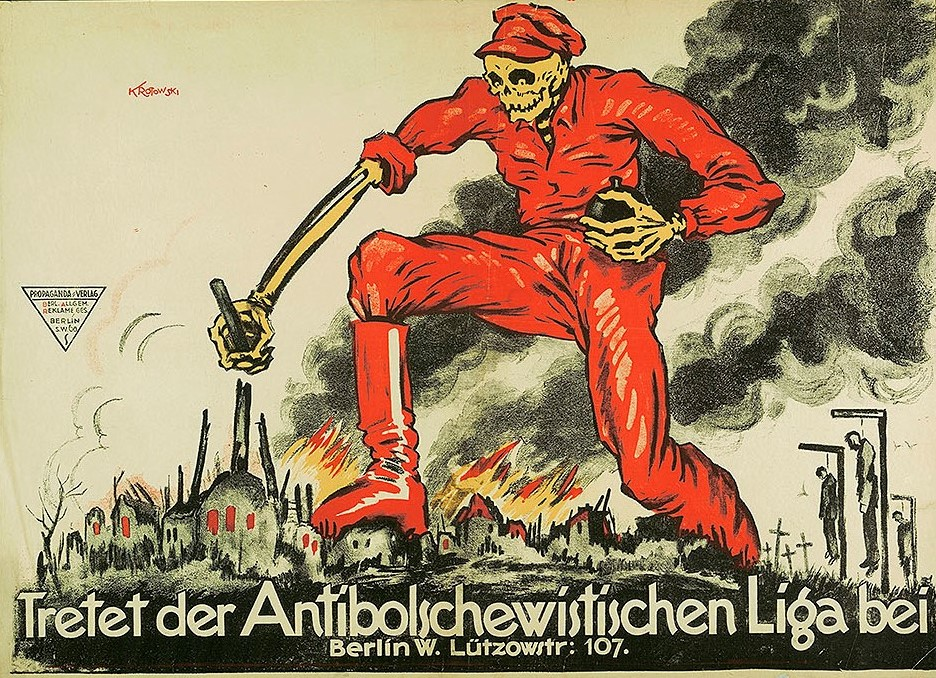
Propagandaplakat der Antibolschewistischen Liga, 1919

Die Antibolschewistische Liga (später Liga zum Schutze der deutschen Kultur) war eine kurzlebige deutsche rechtsradikale Organisation, die anfänglich gegen die Novemberrevolution und vor allem gegen den Spartakusbund auftrat. Sie wurde Anfang Dezember 1918 von dem jungkonservativen Publizisten Eduard Stadtler gegründet und von Großindustriellen finanziert.
Nach Stadtlers 1935 veröffentlichten Erinnerungen organisierten und bezahlten deutsche Unternehmer aus einem Fonds die Militäreinsätze von Freikorps gegen den Berliner Januaraufstand und die Auftragsmorde an Rosa Luxemburg und Karl Liebknecht vom 15. Januar 1919.
Die Antibolschewistische Liga verbreitete in zum Teil sehr hohen Auflagen „antibolschewistische“ bzw. antikommunistische Literatur und Flugblätter, organisierte Vorträge, Ausstellungen und Schulungskurse. Die ursprüngliche Führungsgruppe plante bereits im Dezember 1918 die Gründung einer „national-sozialistischen“ Partei und agitierte für einen nationalistisch gewendeten „deutschen Sozialismus“. Der Kreis um Stadtler und Heinrich von Gleichen wurde im Frühjahr 1919 aus der Leitung der Liga verdrängt und setzte seine Tätigkeit organisatorisch im Juniklub bzw. in diesem verbundenen Politischen Kolleg, publizistisch vor allem in der Zeitschrift Das Gewissen fort.

## Hintergrund
Der ehemalige Sekretär des katholischen Windthorstbunds und Mitglied der Zentrumspartei Eduard Stadtler war während des Ersten Weltkriegs Soldat an der Ostfront gewesen und im Sommer 1916 in russische Kriegsgefangenschaft geraten. Dort lernte er die russische Sprache und meldete sich im Mai 1918 in der deutschen Botschaft in Moskau auf, wo er sich als „Kenner der russischen Verhältnisse“ zur Mitarbeit empfahl. Hier schloss er sich der Gruppe um Karl von Bothmer und Wilhelm Henning an, die eine Intervention in den russischen Bürgerkrieg zugunsten der Weißen Armee befürwortete. Er arbeitete drei Monate dem deutschen Presseattaché zu und kehrte im August nach Deutschland zurück. Seitdem trat Stadtler im Auftrag des Kriegspresseamtes mehrfach als antikommunistischer Vortragsredner auf, so am 1. November 1918 im großen Saal der Berliner Philharmonie zum Thema Der Bolschewismus als Weltgefahr. Noch im Oktober hatte er eine Vereinigung für nationale und soziale Solidarität ins Leben gerufen. Ursprünglich sah Stadtler hierfür die Bezeichnung Vereinigung für nationalen Sozialismus vor, wurde aber von den Mitgründern – darunter Karl Helfferich, den Stadtler von Moskau her kannte, Heinrich von Gleichen und die katholischen Gewerkschafter Adam Stegerwald und Franz Röhr – überstimmt.
Aus dieser Gründung ging im Oktober 1918 der „Solidarier-Kreis“ (auch „Klub der Jungen“, „Front der Jungen“ oder – nach dem Tagungsort, der Wohnung Gleichens in der Potsdamer Straße 121 I – „I-Klub“ genannt) um die Zeitschrift Das Gewissen hervor, zu deren wichtigsten Ideologen sich neben Stadtler und Gleichen Arthur Moeller van den Bruck und Max Hildebert Boehm entwickelten. Ziel der Solidarier und ihres führenden Mitglieds Heinrich von Gleichen war der Aufbau eines kleinen elitären Kreises. Darin unterschieden sie sich von Stadtler, dem eine nationalistische Massenbewegung vorschwebte. Nach der Ausrufung der Republik am 9. November 1918 belieferte Stadtler mehrere Zeitungen mit „täglich 2-3 Artikel[n]“ und trat erneut als Redner auf, unter anderem beim Berliner Bürgerrat auf Einladung von Salomon Marx, zu dem Stadtler auch in den folgenden Monaten enge Beziehungen unterhielt.

## Gründung, Programm und erste Schritte
Durch Vermittlung Helfferichs, der sich selbst nicht sichtbar herausstellen wollte, erhielt Stadtler am 28. November 1918 als „Gabe der Deutschen Bank“ von deren Direktor Paul Mankiewitz 5.000 Mark in bar persönlich ausgehändigt. Weitere 3.000 Mark erhielt er von Friedrich Naumann aus einem politischen Fonds. Damit konnte er am 1. Dezember 1918 in der Lützowstraße 107 in Berlin ein Generalsekretariat zum Studium und zur Bekämpfung des Bolschewismus eröffnen. Die am gleichen Tag ins Leben gerufene Antibolschewistische Liga war ursprünglich als Dachorganisation noch zu gründender oder bereits bestehender „befreundeter“ Organisationen vorgesehen. Bis Ende Januar richtete die Liga in Hamburg, Bremen, Königsberg, Düsseldorf, Essen, Dresden, Halle, Leipzig und Breslau Zweigstellen ein. Rechtlich war sie ein gemeinnütziger Verein und unterstand als solcher der Aufsicht des Staatskommissars für die Regelung der
Kriegswohlfahrtspflege in Preußen.
Mit seinen politischen Freunden Gleichen, Röhr, Cäsar von Schilling, Oskar Müller, Dörschlag, Axel Schmidt, Fritz Siebel, Momm und anderen bildete Stadtler einen „Aktionsausschuss“ und legte ein „Rettungsprogramm“ vor. Geplant war unter anderem eine Verlagsgründung zur Ausgabe von antibolschewistischen Propagandabroschüren, populäre Flugschriften unter dem Titel „Antispartakus“ zum Massenvertrieb durch Parteien und andere Organisationen, ein Vortragszyklus, die Ausbildung von Agitatoren und Rednern sowie die Errichtung eines antibolschewistischen Presse- und Nachrichtendienstes.
Als Nationalist war Stadtler glühender Gegner der Arbeiterbewegung und ihrer Ziele. Dabei machte er keinen Unterschied zwischen Sozialdemokratie und Kommunismus, die er beide im Sinne einer Verschwörungstheorie als Angriff auf alle Werte der deutschen Nation auffasste. Deshalb versuchte Stadtler, der 1918 aus der Zentrumspartei ausgetreten war, sofort nach Kriegsende, Führungspersonen der deutschen Industrie sowie rechtsgerichtete Parteien- und Medienvertreter zur Bekämpfung des Bolschewismus zu gewinnen. Früh sah er es als nicht ausreichend an, dass das Programm des Antibolschewismus anfangs nur negativ war, und suchte daher nach einem alternativen Gesellschaftsentwurf. Als Gegensatz zum „Klassenkampf-Sozialismus“ der Arbeiterparteien propagierte er „die Diktatur eines nationalen“ oder „christlich-nationalen Sozialismus“. Diese Zielvorstellung sollte zum einen das Privateigentum an Produktionsmitteln vor Enteignungen schützen, wie sie die Rätebewegung in der Novemberrevolution forderte, zum anderen die parlamentarische Demokratie zugunsten einer „zielbewußten diktatorischen Regierung“ abschaffen, um so den „Parteien- und Klassenkrieg“ im Rahmen einer autoritär-familialen Gesellschaft zu „überwinden“. Die Übernahme des bis dahin verpönten und eindeutig der Linken zugeordneten Sozialismusbegriffs wurde auch von dem Industriellen Hugo Stinnes zunächst gebilligt. Im Januar 1919 sprach Stadtler im Düsseldorfer Stahlhof auf dessen Einladung vor einer Versammlung von Industriellen aus dem Ruhrgebiet über sein Konzept eines „deutschen Sozialismus“. In der Propaganda der Liga wurden Räte-, Revolutions- und Sozialismusbegriff ihres politischen und sozialen Inhalts entleert, antikommunistisch gewendet und als Mittel nationalistischer Mobilisierung breiter Schichten eingesetzt. Damit einher ging bei den „Solidariern“ die propagandistische Inszenierung einer nationalen (Volks-)Gemeinschaft. Der Historiker Andreas Wirsching nimmt in Stadtlers Programmatik nationalbolschewistische Untertöne wahr.
Um dieses Vorhaben plausibel zu machen, übertrieb die Liga die Gefahr einer bolschewistischen Machtübernahme in Deutschland deutlich. Ernst Troeltsch mokierte sich im Februar 1919 darüber, dass Stadtler den Bolschewismus als „Geistesmacht ersten Ranges“ hinstelle, „die neun Zehntel unseres Volkes beherrsche und der nur eine ganz neue Lehre, ein ganz antibürgerlicher ‚Aktivismus‘ erfolgreich begegnen könne“.
Anfang Dezember veröffentlichte die Liga in Berlin zahlreiche Flugblätter und Plakate, die zur Ermordung führender Köpfe des Spartakusbundes aufriefen. Zwei Broschüren Stadtlers erschienen gleichzeitig mit Startauflagen von 50.000 bzw. 100.000 Exemplaren. Am 8. Dezember 1918 wurden die Räumlichkeiten der Liga von Angehörigen einer Arbeiterwehr durchsucht und versiegelt. Der Berliner Vollzugsrat schritt allerdings dagegen ein und ordnete sogar die Rückgabe des beschlagnahmten Propagandamaterials an.

## Einrichtung des Antibolschewistenfonds
Am 10. Januar 1919 trafen sich etwa 50 Spitzenvertreter der deutschen Industrie-, Handels- und Bankenwelt und richteten einen Antibolschewistenfonds der deutschen Unternehmerschaft ein. Paul Mankiewitz von der Deutschen Bank organisierte das Treffen in den Räumen des Flugverbandshauses in Berlin. Unter den eingeladenen Teilnehmern, die ausdrücklich persönlich erscheinen sollten, waren Industrieverbandschef Hugo Stinnes, Albert Vögler, Carl Friedrich von Siemens, Otto Henrich (Siemens-Schuckert-Werke), Ernst von Borsig, Felix Deutsch von der AEG, Arthur Salomonsohn von der Disconto-Gesellschaft.
Einziger Tagesordnungspunkt war der Vortrag Stadtlers „Bolschewismus als Weltgefahr“, der die anwesenden Wirtschaftsleute von der Notwendigkeit zum Handeln gegen die Revolution überzeugen sollte. In der allgemeinen Betroffenheit über den Vortrag soll Stinnes nach Stadtlers Erinnerungen geäußert haben, er halte jede Diskussion für überflüssig, er teile Stadtlers Ausführungen „in jedem Punkte“ und schlage vor, die deutsche Wirtschaft solle deshalb 500 Millionen Mark bereitstellen. Im Nebenzimmer sei diese Summe bewilligt worden und über die Verbände der Industrie, des Handels und der Banken auf das deutsche Kapital umgelegt worden. Der amerikanische Sozialhistoriker Gerald D. Feldman nennt deutlich geringere Zahlen: Demnach habe der Fonds habe von jedem anwesenden Wirtschaftsführer fünf Millionen Reichsmark erhalten.
Stadtler berichtet in seinen Memoiren, ein neu gebildetes Kuratorium habe die Gelder verwaltet. Einem Vertrauensmann von Hugo Stinnes sei dieser Fonds zur Betreuung und Verteilung anvertraut worden. Gelder aus diesem Fonds seien von da an großzügig an alle antibolschewistischen Gruppen geflossen, u. a. folgende Organisationen:
- die Antibolschewistische Liga unter dem Tarnnamen Generalsekretariat zum Studium und zur Bekämpfung des Bolschewismus
- die Vereinigung zur Bekämpfung des Bolschewismus
- die Bürgerratsbewegung (vgl. Reichsbürgerrat)
- Werbebüros für die Freikorps
- Studentenarbeitsstellen
- Selbstschutzformationen (vgl. Einwohnerwehren)
- die Kassen der aktiven Truppen
- die Sozialdemokratische Partei Deutschlands.[19]

Durch einen Bankkredit wurden unmittelbar nach seiner Einrichtung 50 Millionen Reichsmark sofort zur Verfügung gestellt. Für die Verwaltung und Verteilung der einlaufenden Summen war Alexander Ringleb verantwortlich, der dafür seine bisherige Tätigkeit als Richter aufgab. Die Existenz des Fonds gilt in der Forschung als gesichert, die von Stadtler genannten 500 Millionen Mark – ein zu diesem Zeitpunkt trotz bereits spürbarer Inflation ungeheurer Betrag – werden allerdings als „Übertreibung oder […] [Gesamtsumme] aus der Inflationszeit“ betrachtet. Der amerikanische Sozialhistoriker Gerald D. Feldman dagegen schätzt, der Fonds habe von jedem anwesenden Wirtschaftsführer fünf Millionen Reichsmark erhalten.

## Auftragsmorde
In seinen Erinnerungen berichtet Stadtler, wie er nach dem Ende der Januarkämpfe am 12. Januar 1919 Waldemar Pabst besucht habe, den Kommandeur der Garde-Kavallerie-Schützen-Division, die als eine der größten noch intakten Truppeneinheiten der Reichswehr unter dem Oberbefehl Hans von Seeckts zum Jahresbeginn nach Berlin beordert worden war, um Aufstände gegen die provisorische Reichsregierung niederzuschlagen, im Eden-Hotel. Er habe ihn von der „Notwendigkeit“ überzeugt, auch die Spartakusführer Karl Liebknecht und Rosa Luxemburg sowie Karl Radek – einen im Auftrag Lenins in Berlin anwesenden Sozialisten – zu ermorden.
Diese Angaben werden von dem Historiker André Postert angezweifelt, der nicht glaubt, dass sich je wird klären lassen, ob die Antibolschewistische Liga etwas mit den Morden zu tun hatte.

## Ende der Finanzierung durch die Großindustrie
Nach dem Ende der unmittelbaren Revolutionskrise beobachtete es eine Mehrheit der ursprünglichen Finanziers mit wachsendem Unwillen, dass Stadtler weiterhin mit „sozialdemagogischen Mitteln operierte und ausgiebig auf der 'national-sozialistischen' Tonleiter spielte.“ Wortführer dieser Gruppe war der AEG-Direktor Felix Deutsch, der die innen- und außenpolitisch gleichermaßen konfrontativ-„katastrophische“ Stinnes-Linie ablehnte und zumindest kurz- und mittelfristig auf eine Stabilisierung mit Hilfe der Weimarer Koalition setzte. Seit Einberufung der Weimarer Nationalversammlung am 6. Februar 1919 war klar, dass Deutschland kein Rätesystem bekommen würde, wie die Industriellen befürchtet hatten. Zudem vertrat Stadtler in seinen Vorträgen immer deutlicher die Interessen des Mittelstands, nicht der Großindustrie. So forderte er etwa „eine verantwortliche Arbeitsgemeinschaft aller Produktionskräfte als Gegenmaßnahme zum Parteisozialismus“. Am 11. März 1919 berichtete Stadtler in einem Brief über seine Unzufriedenheit mit seinen industriellen Geldgebern, die auf Gegenseitigkeit beruhe: „Mein wenn auch konservativer und nationaler Sozialismus erscheint ihnen gefährlich“. Ende März 1919 wurde er aus der Liga-Führung gedrängt, nachdem er in einem Programmdokument erneut einen „deutschen Sozialismus“ beschworen hatte. Die meisten anderen „Solidarier“ schieden im Sommer 1919 ganz aus der Liga aus.
Der Tübinger Historiker Gerhard Schulz setzt für diesen Zeitpunkt das Ende der Finanzierung durch die Industrie an und urteilt, auch mit Blick auf die Kontroverse über den Beitrag von Finanzhilfen aus der Industrie beim Aufstieg der NSDAP:

„Die Zusammenarbeit von Industriellen und der neu sich formierenden nationalistischen Richtung war also doch nur von kurzer Dauer.“

Hans-Joachim Schwierskott und Joachim Petzold nehmen dagegen eine Kontinuität des Antibolschewistenfonds in Form fester monatlicher Entgelte für die Protagonisten des Juni-Klubs an.
Die Historikerin Claudia Kemper glaubt, dass Stadtler die Orientierung der Unternehmer an ihren wirtschaftlichen Interessen unterschätzt hatte: Sie fühlten sich dem im Weltkrieg verfolgten Konzept eines organisierten Kapitalismus, an das Stadtler anknüpfen wollte, nach Friedensschluss nicht mehr verpflichtet. Zudem sei bis Mitte 1919, als der Versailler Vertrag in den Vordergrund des öffentlichen Interesses trat, „das Thema des Antibolschewismus in der monomanen Form, in der Stadtler es vertrat […] erschöpft“ gewesen.

## Transformation zurLiga zum Schutze der deutschen Kultur
Im Februar 1919 veröffentlichten führende Mitglieder der Liga wie Stadtler, Troeltsch, Gleichen und Joachim Tiburtius in der katholischen Tageszeitung Germania einen Aufruf zur Gründung einer Liga zum Schutze der deutschen Kultur. Unter diesem Namen trat die Antibolschewistische Liga fortan auf. Die Führung der Organisation hielt die Umbenennung für nötig, nachdem Liga-Großveranstaltungen in Essen und Hamburg von Arbeitern gesprengt worden waren. Dies schien anzuzeigen, dass der ursprüngliche Name „verbrannt“ war. Auch Gleichen hatte zu der Umbenennung geraten, um deutlich zu machen, „dass unser ‚Antibolschewismus‘ unter keinen Umständen nur negativ sei oder gar eine Spitze gegen die Arbeiterschaft enthalte.“ Stadtler erklärte, man wolle sich dadurch von der konkurrierenden Vereinigung zur Bekämpfung des Bolschewismus abheben, die Hetzplakate mit Kopfprämien auf Karl Radek und andere führende Mitglieder des Spartakusbundes herausbrachte.
Die „national-sozialistische“ Stoßrichtung ihrer Veröffentlichungen und Veranstaltungen gab die Liga nach dem Rückzug Stadtlers weitgehend auf. Nun schlug sie einen gemäßigteren Kurs ein und widmete sich fortan der „Aufklärung“ über die „Gefahren“ des Kommunismus. In dieser Phase wurde sie unter anderem über den Reichsbürgerrat finanziert. Großindustrie und Banken bleiben aber weiterhin einflussreich. Bis zum Sommer 1919 hatte die Liga acht verschiedene Serien von Broschüren mit etwa 70 Einzeltiteln und eine große Zahl von Flugblättern herausgegeben. Die Broschüren trugen Titel wie Im bolschewistischen Tollhaus, Der Imperialismus der Bolschewiki, Die Despoten der Sowjetrepublik und Der asiatische Bolschewismus – das Ende Deutschlands und Europas?. Die Agitation dieses Zuschnitts setzte die Liga in den folgenden Jahren fort. Nach Unterlagen des Reichskommissars für Überwachung der öffentlichen Ordnung hatte sie bis Ende 1922 in 80 deutschen Städten Ausstellungen organisiert, die von etwa 800.000 Menschen besucht worden waren, darüber hinaus etwa 8.600 Vorträge und rund 400 mehrwöchige Schulungskurse mit in der Regel 120 bis 150 Teilnehmern.

## Geschichtswissenschaftliche Deutung
In der Geschichtswissenschaft der DDR wurde der Antibolschewistenfonds mehrfach als Beleg für die Agententheorie angeführt, wonach das „Monopolkapital“ hinter Stadtler gestanden und letztlich den Faschismus finanziert hätte. Auch der Münchner Historiker Werner Maser nimmt an, dass „auch der NSDAP mit Sicherheit Geld aus dem 'Antibolschewistenfonds der Wirtschaft' zugeflossen“ sei. Nach Ansicht des Berliner Historikers Ernst Nolte schuf sich – ohne dass dieser Ansatz im bürgerlichen Lager sofort mehrheitsfähig oder gar darüber hinaus massenwirksam geworden wäre – die radikale Rechte „bereits in den ersten Monaten nach dem Umsturz die Grundlagen für ihren Gegenstoß.“
Der Historiker Andreas Wirsching vertritt die These, dass die Antibolschewistische Liga und die anderen antibolschewistische Vereine und Einwohnerwehren an die Bürgerkriegsrhetorik anknüpften, die der Spartakusbund und die KPD selbst in die Welt gesetzte hatten Das „Ineinandergreifen und die Interaktion der Extreme“ hätten zu Beginn der Weimarer Republik „an der Wurzel von Bürgerkriegsspannung und Destabilisierung“ gelegen.